# Willy, der Privatdetektiv
Willy, der Privatdetektiv ist eine deutsche Kriminalkomödie von Rudolf Schündler aus dem Jahr 1960.

## Handlung
Kneipenbesitzer Willy Nölles ist ein begeisterter Leser von Krimiheftchen. Seit Jahren ist er großer Edgar-Wallace-Anhänger, kann zahlreiche Kriminalgeschichten auswendig, trägt sie seinen Gästen vor und hat zum Leidwesen seiner Frau sogar seine Kölner Bierstube in Zum Piraten-Willy umbenannt. Als er eines Tages mit seinem Freund Juppi Wenders zum Kegelabend gehen will, wird er von der jungen Helga Dobbelmann angesprochen, die ihn bittet, ihr bei der Reparatur der Lichtleitung im Haus zu helfen. Juppi drückt sich, während Willy sofort eine Falle wittert und Helga daher kriminalistisch ins Haus folgt. Es stellt sich jedoch heraus, dass Helga mit ihren Freunden ein Spiel gespielt hat, bei dem sie einen fremden Mann ins Haus holen musste. Willy wird zu der Feier eingeladen. Weit nach Mitternacht alarmiert der besorgte Juppi Willys Frau Mariechen und beide sehen, wie sich der erheiterte Willy an der Villa von der jungen Helga verabschiedet. Mariechen reagiert säuerlich und verbrennt nach der Heimkehr sämtliche Kriminalhefte von Willy. Tochter Elli hat unterdessen den Abend mit ihrem Freund Dr. Werner Meyer verbracht. Willy weiß davon nichts, weil er den Umgang verboten hat. Werner ist Syndikus eines Versicherungskonzerns, der das Haus kaufen will, in dem sich Willys Kneipe befindet. Willy hat ein Vorkaufsrecht auf das Haus, doch fehlen ihm einige Tausend Mark für den Kauf. Da er weiß, dass der Konzern das Haus abreißen lassen würde, verachtet er Werner, doch haben sich beide noch nie gesehen.
Willy erfährt eines Tages, dass er eine Detektei geerbt hat. Als er sich dort umsieht, macht er die Bekanntschaft mit Goldstück, Baron, Pfeife und Baby, die er für Angestellte der Detektei hält. In Wirklichkeit sind sie eine Diebesbande, die gerade den Tresor des Versicherungskonzerns ausgeraubt hat, bei dem Werner arbeitet. Werner wendet sich hilfesuchend an die Detektei, und Willy, der ihn nicht kennt, nimmt den Fall an. Werner übergibt ihm eine Nummernliste der gestohlenen Geldscheine und vermutet, dass Direktor Schieske der Dieb ist. Er war auch auf einer Party Dobbelmanns anwesend, auf der verschiedene Schmuckstücke verschwanden.
Willy gibt vor seiner Frau vor, mit Juppi auf eine Konferenz fahren zu müssen, weil er in Ruhe den Fall bearbeiten will. Er hat im Schreibtisch der Detektei ein Bündel Geldscheine gefunden, die er auf die Bank bringen will. In Wirklichkeit handelt es sich dabei um Goldstücks Anteile an dem Raub. Willy bezahlt in einer Bar mit dem Geld, in der er auch den vermeintlichen Schieske, in Wirklichkeit Bankdirektor Dobbelmann, beschattet. Über verschiedene Käufe landet der markierte Geldschein bei Direktor Dobbelmann, der damit bezahlt. Willy glaubt nun, den Täter erwischt zu haben, doch erklärt ihm Werner seinen Fehler. Dobbelmann will jedoch eine erneute Party geben, auf der er vor allem Familie Nölles zum Verzicht auf das Haus überreden will. Willy wiederum nimmt als verdeckter Ermittler an der Party teil, will er doch weitere Schmuckdiebstähle verhindern. Er ist überrascht zu erkennen, dass Helga die Tochter von Direktor Dobbelmann ist. Wenig später sieht er seine Frau und Tochter auf der Party und versucht, ihnen möglichst aus dem Weg zu gehen.
Goldstück, Baron, Pfeife und Baby sind als seine Mitarbeiter auf der Party zugegen und stehlen sämtlichen Schmuck, den sie kriegen können. Zufällig sieht Willy, dass der Hausrabe der Familie einen Ring im Schnabel hat und findet in einem Astloch im Garten des Hauses zahlreiche Schmuckstücke, die er an sich nimmt. Der Ring gehört Helgas Freundin Vera, die kurze Zeit später wie andere Gäste das Fehlen des Schmucks bemerkt. Es kommt zum Chaos. Der anwesende Polizeipräsident hat bereits Goldstück, Baron, Pfeife und Baby im Visier gehabt und verhaftet die Männer nun, während Goldstück die erbeuteten Schmuckstücke in einer Vase verschwinden lässt. Am Ende wird jedoch Willy als Dieb verhaftet, da sich bei ihm nicht nur der Schmuck aus dem Astloch wiederfindet – es handelt sich um den gestohlenen Schmuck der letzten Party –, sondern auch ein Teil des gestohlenen Geldes. Elli und Mariechen gehen aufgelöst nach Hause.
Willy jedoch bittet die Polizei um Mitarbeit. Gemeinsam warten sie in der dunklen Villa und tatsächlich steigen wenig später die vermummten Goldstück, Baron, Pfeife und Baby in das Haus ein, um den Schmuck aus der Vase zu holen. Sie werden verhaftet. Willy löst den Fall auf, so habe der Familienrabe bei der ersten Feier den Schmuck gestohlen und im Astloch versteckt. Schieske wiederum sei in Goldstück verliebt gewesen, der es so leichtgefallen sei, ihm den Tresorschlüssel zu entwenden und das Geld zu stehlen. Am Ende ist Willy der eigentliche Glückspilz: Durch die Belohnung, die ihm die Falllösung einbringt, kann er sich endlich das Haus kaufen, in dem sich seine Kneipe befindet. Nun hat er auch nichts mehr gegen die Beziehung seiner Tochter Elli zu Werner. Und auch Mariechen ist froh, weil Willy nun die Nase voll vom Detektivspiel hat.

## Produktion
Willy, der Privatdetektiv wurde vom 18. August bis September 1960 gedreht. Der Film erlebte am 15. Dezember 1960 seine Premiere.
Die Bauten wurden von Hanns H. Kuhnert und Wilhelm Vorwerg entworfen, die Kostüme schufen Otto Kieling und Anny Loretto.

## Kritik
„Bieder-fantasielose Komödie ohne Sinn für kriminalistische Pointen und optische Vergnüglichkeit. Amüsant allenfalls für Millowitsch-Anhänger“, schrieb der film-dienst.